# Таная Ебі
Таная Ебі (нар. 7 жовтня 1966) — американська морячка. Завершила самостійну навколосвітню подорож у 26-футовій вітрильній шлюпці у віці від 18 до 21 років, ставши першою американкою та наймолодшою людиною, яка здійснила навколосвітнє плавання. 
Починаючи подорож 28 травня 1985 року, Ебі майже не мала досвіду у мореплавстві чи навігації. Не маючи приймача GPS, бо цивільні приймачі GPS тоді були недоступні, натомість мала секстант для астрономічної навігації та радіошукач напрямку. Першу частину подорожі від Нью-Джерсі до Бермудських островів використала як випробування своєї шлюпки, що мала фабричні дефекти, які можна було легко усунути до відплиття, якби вони були виявлені. Завершила подорож на Варуні (Тейлор 26), канадській модифікації знаменитої Контесси 26. Про прибуття Ебі назад у Нью-Йорк 6 листопада 1987 року після холодного листопадного переходу через Атлантичний океан було оголошено у масштабі всієї країни через засоби масової інформації. Ебі описала історію плавання у книзі Подорож дівчини. Книга є розповіддю про тривогу, самопізнання та пригоди дівчини-підлітки. Історія Ебі незвичайна через погану підготовку до плавання, проте, незважаючи на численні виклили, вона досягла мети завдяки здоровому глузду, набутим вмінням та сталевій рішучості.
У 2005 році Ебі видала другу книгу, Я була усюди.
Протягом 2008 року Ебі з двома синами пропливли на сталевому човні через Карибське море та південну частину Тихого океану до Папеете, Таїті, де помінялася місцями з колишнім чоловіком та батьком синів Олівером Бернером, який продовжив з ними подорож.
Таная Ебі пише статті для декількох мореплавних та круїзних журналів. 
Живе у Коринті, Вермонт.
Кіт Тарзун, який об'їздив з Ебі більше половину світу, прожив більше 20 років.